# Straits Times Index
El Straits Times Index (STI) un índice bursátil determinado por el peso de las 30 compañías más representativas de la bolsa de Singapur (Singapore Exchange).
Fue lanzado con una reestructuración sectorial de las compañías listada en la bolsa de Singapur, que supuso el fin de la categoría "industrial". El STI reemplazó al Straits Times Industrials Index (STII), y empezó a cotizar el 31 de agosto de 1998 a 885.26 puntos, a continuación del STII. Entonces, representaba el 78% del valor negociado diariamente durante un periodo de 12 meses y el 61.2% del total de capitalización de mercado de la bolsa.
Elaborado por Singapore Press Holdings, Singapore Exchange y el profesor
Tse Yiu Kuen de la Universidad de Negocios de Singapur, es revisado formalmente una vez al año, y puede ser revisado en circunstancias ad hoc si es necesario. En una de estas revisiones, por ejemplo, se aumentó el número de empresas del índice de 45 a 50, que tuvo efecto a partir del 18 de marzo de 2005. Este cambio redujo la representación del valor negociado del índice al 60%, y a la vez aumentó el total de capitalización de mercado al 75%.

## Composición
El Straits Times Index se compone de las siguientes empresas (el 23 de agosto de 2010):
| Nr. | Nombre                       | Sector             | Peso en el índice (%) |
| --- | ---------------------------- | ------------------ | --------------------- |
| 1   | Singapore Telecommunications | Telecomunicaciones | 9,78                  |
| 2   | DBS Bank                     | Banca              | 9,59                  |
| 3   | Oversea-Chinese Banking      | Banca              | 8,47                  |
| 4   | United Overseas Bank         | Banca              | 8,44                  |
| 5   | Wilmar International         | Alimentación       | 6,76                  |
| 6   | CapitaLand                   | Inmobiliaria       | 4,88                  |
| 7   | Jardine Matheson Holdings    | Conglomerado       | 4.64                  |
| 8   | Hongkong Land                | Inmobiliaria       | 4.55                  |
| 9   | Keppel Corporation           | Conglomerado       | 4,10                  |
| 10  | Noble Group                  | Conglomerado       | 3,76                  |
| 11  | Singapore Airlines           | Compañía aérea     | 3,68                  |
| 12  | Singapore Exchange           | Finanzas           | 3,30                  |
| 13  | City Developments Limited    | Hostelería         | 2,80                  |
| 14  | Fraser and Neave             | Conglomerado       | 2,45                  |
| 15  | Singapore Press Holdings     | Editorial          | 2,37                  |
| 16  | Jardine Strategic Holdings   | Conglomerado       | 2,36                  |
| 17  | Golden Agri-Resources        | Materias primas    | 2,02                  |
| 18  | ST Engineering               | Aeroespacial       | 1,88                  |
| 19  | Genting Group                | Servicios          | 1,77                  |
| 20  | CapitaMall Trust             | Inmobiliaria       | 1.71                  |
| 21  | Jardine Cycle & Carriage     | Automóvil          | 1,52                  |
| 22  | Olam International           | Alimentación       | 1,51                  |
| 23  | CapitaMalls Asia             | Inmobiliaria       | 1,44                  |
| 24  | Sembcorp Industries          | Conglomerado       | 1,38                  |
| 25  | SembCorp Marine              | Automóvil          | 1,30                  |
| 26  | ComfortDelGro                | Turismo            | 1,27                  |
| 27  | Neptune Orient Lines         | Transporte         | 0.79                  |
| 28  | StarHub                      | Telecomunicaciones | 0,59                  |
| 29  | SMRT Corporation             | Turismo            | 0,59                  |
| 30  | SIA Engineering Company      | Transporte         | 0,31                  |